# 325 Heidelberga
325 Heidelberga eller 1949 HQ är en asteroid i huvudbältet, som upptäcktes 4 mars 1892 av den tyske astronomen Max Wolf. Den är uppkallad efter den tyska staden Heidelberg.
Asteroiden har en diameter på ungefär 75 kilometer.